# Kniaziowie Iziasławia
Linia książąt zasławskich (iziasławskich) zaczyna się od syna Wsiesława Czarodzieja (zm. 1101) - Dawida Wsiełsławicza.
| Imię                    | Daty panowania |
| ----------------------- | -------------- |
| Dawid Wsiełsławicz      | 1101 – 1116    |
| Briaczysław Dawidowicz  | 1116 – 1127    |
| Dawid Wsiełsławicz      | 1127 – 1128    |
| Briaczysław Dawidowicz  | 1128 – 1129    |
| Wasylko Światosławicz   | 1132 – 1146    |
| Briaczysław Wasilkowicz | 1146 – 1151    |
| Wsiewołod Glebowicz     | 1151 – 1158    |
| Briaczysław Wasilkowicz | 1158 – 1159    |
| Wsiewołod Glebowicz     | 1159           |
| Briaczysław Wasilkowicz | 1159 – 1167    |